# Iszkityim
Iszkityim (oroszul: Искитим) város Oroszország ázsiai részén, a Novoszibirszki területen, az Iszkityimi járás székhelye.
Népessége: 60 078 fő (a 2010. évi népszámláláskor).

## Elhelyezkedése
A Nyugat-szibériai-alföld délkeleti részén,  a Novoszibirszki-víztározóba ömlő Bergy bal partján, a torkolat közelében helyezkedik el. Vasútállomás Novoszibirszktől 57 km-re délre, a Novoszibirszk–Barnaul vonalon. A város mellett vezet az R256-os főút (oroszul: ).

## Története
Az Iszkityim elnevezés a Tom folyó mentén élő őslakos népcsoport ашкитим nevéből származik. Kezdetben csupán a Novonyikolajevszk (ma: Novoszibirszk) és az Altaj között 1912–1916-ban épült vasútvonal egyik kis megállóhelyének neve volt. A környéken 1927-ben nagy mészkő- és agyagpala lelőhelyet tártak fel, ami meghatározta a település további történetét. 1929-ben elkezdődött (és 1935-ig tartott) a nagy cementmű építése (Чернореченский цементный завод) és az építők lakóhelyeinek (barakkjainak) létesítése. 1933-ban a közeli négy kis falu és az állomás környékének összevonásával létrejött Iszkityim település. Mivel a falvak némelyike már 1717 óta ismert volt, ezért hivatalosan ezt tekintik a mai város alapítási évének.  
Iszkityim a gyors növekedés következtében 1935-ben az azonos nevű járás székhelye lett, 1938-ban város címet kapott. Az erőltetett iparosítás éveiben a városban több iparág is meghonososdott, 
A 30-as évektől Nyugat-Szibériában is megjelentek a Gulag-táborok. Iszkityimben 1929 és 1955 között egy különösen szigorú büntetőtábor működött, foglyait elsősorban a kőbányában dolgoztatták, a fejtés kézi erővel történt. A világháború idején, 1941-ben az ipart mindenütt haditermelésre állították át. Az európai országrészből Iszkityimbe is több gyárat költöztettek, köztük Harkovból a kazán- és radiátorgyárat   telepítették át.
1959–1963-ban felépült a cementmű második gyáregysége, 1958-tól azbesztcement termékek gyára is épült. A továbbiakban Iszkityim Nyugat-Szibéria legnagyobb építő- és építőanyagipari központjává vált.
A városban két nagy hadiipari vállalat is létesült, ezeket általában csak számokkal jelölték: az 545. számú gépipari, mikroelektronikai gyár és valamivel később a 851. számú "műszálgyár", amely többek között robbanószert, illetve ahhoz szükséges berendezéseket gyártott. A több ezer főt foglalkoztató hadiipari vállalatok jelentősen hozzájárultak az infrastruktúra kiépítéséhez, az egészségügyi és kulturális intézmények létesítéséhez. Az utóbbi vállalat dolgozói részére épült a város egyik nagy lakótelepe, a Juzsnij mikrorajon.

## 21. század
A város legnagyobb vállalata továbbra is a cementmű. A privatizáció idején, 1994-ben az elsőként (1935-ben) üzembe helyezett gyáregység megszűnt; a második Iszkityimcement néven az ország egyik legnagyobb cementgyára maradt. 2013. januári adat szerint 2,1 millió tonna cementet gyártott.
Az egykori 851. számú "műszálgyár" (Novoszibirszkij zavod iszkussztvennovo volokna) – nevével ellentétben – továbbra is elsősorban fegyverek, hadifelszerelések, katonai és ipari célú (pl. geofizikai) detonátorok gyártására specializálódott.
Bár az utóbbi évtizedekben az ipari üzemek légszennyezése nagyon jelentősen csökkent, helyi környezetvédők szerint Iszkityim továbbra is a Novoszibirszki terület egyik leginkább szennyezett városa maradt.